# Boizenburg-Land
L'Amt Boizenburg-Land est un Amt de l'arrondissement de Ludwigslust-Parchim dans le land de Mecklembourg-Poméranie-Occidentale, dans le Nord de l'Allemagne.

## Communes
1. Bengerstorf (556)
2. Besitz (433)
3. Brahlstorf (697)
4. Dersenow (455)
5. Gresse (662)
6. Greven (677)
7. Neu Gülze (788)
8. Nostorf (1016)
9. Schwanheide (714)
10. Teldau (925)
11. Tessin bei Boizenburg (416)